# Магнус IV (король Швеції)
Магнус IV Ерікссон (1316 — 1374) — король Швеції (1319—1364) та Норвегії (1319—1355). Походив з династії Фолькунгів. Як норвезький король — Магнус VII.

## Імена
- Магнус IV — як король Швеції.
- Магнус IV Шведський — як король Швеції.
- Магнус VII — як король Норвегії.
- Магнус VII Норвезький — як король Норвегії.
- Магнус Ерікссон швед. Magnus Eriksson

## Біографія
Магнус був сином Еріка Магнуссона, герцога Седерманладського, та Інгеборги, доньки Гокона V, короля Норвегії. Магнус Ерікссон був досить малим, коли його обрали новим королем Швеції. У 1317 році вигнали короля Біргера. 8 липня 1319 року Магнус Ерікссон став королем.

### Внутрішня політика
У день обрання Магнуса королем Швеції була проголошена грамота свобод, яку називають Великою хартією Швеції, або першою конституцією. У цій грамоті світська і духовна аристократія присягаються в непорушній вірності новобраному королеві, а він, у свою чергу, зобов'язується:
- не запроваджувати нових податків без згоди Державної ради;
- не призначати чужоземців членами Державної ради чи управителями замків;
- правити згідно з законом, не ув'язнювати ні заможного, ні бідного без належного розслідування і законного судового процесу.

Формальними регентами Швеції й Норвегії вважалися його мати Інгеборга та бабця Гельвіга Гольштенська, а фактична влада належала Кнуту Йонссону і Ерлінгу Відкунссону.
Усі ці пункти без змін були пізніше введені до чинного для всього королівства кодексу, затвердженого Магнусом Ерікссоном близько 1350 року, так званого «Уложення Еріксона».
За часів короля Магнуса IV стрімко розвивалися як економічні, так і культурні зв'язки Швеції з країнами Західної Європи. В той же час зростав вплив Ганзейського союзу — у шведських містах та їхній торгівлі порядкувала саме Ганза на чолі із містом Любеком.
В цей же час створюється поетичний твір «Хроніка Еріка», датований 1320-ми чи 1330-ми роками, в якому переповідається історія династії Фолькунгів, є свідчення приходу до Швеції куртуазної поезії й континентальних уявлень про лицарство. Європейської слави зажила Швеція завдяки своїм творам і заснуванню чернечого ордену бригідок.

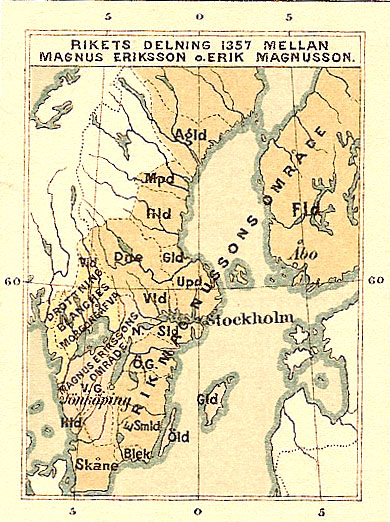
Розділ земель між Магнусом Еріксоном та Еріком Магнусоном у 1357 році

Після того, як 1332 року Магнус IV Ерікссон досяг повноліття, його правління було позначено суперечками з можновладцями. Король намагався утримати свою владу між іншим і тим, що вже за життя призначив свого сина Еріка співолодарем та спадкомцем у 1356 році. В той же час магнати спробувати використати принца Еріка проти свого батька. У 1357 році відбувся розділ між Магнусон IV Ерікссоном та його сином Еріком Магнуссоном. Проте у 1359 році Ерік Магнусон раптово помер.
Водночас Державна рада звинувачувала короля Магнуса в тому, що він користувався послугами чужоземних дорадників. Врешті-решт шведські магнати змусили Магнуса IV ввести до закону про права короля конституційні положення Великої Хартії 1319 року.

### Зовнішня політика
Магнус IV Ерікссон проводив активну політику з розширення меж своєї держави. У 1319 році Швеція з'єдналася персональною унією з Норвегією, корону якої він успадкував від свого діда по матері Гокона V Магнуссона.
21 липня 1336 року у Кафедральному соборі Стокгольма Магнус Ерікссон коронувався як король Швеції та Норвегії.
Іншим напрямком його зовнішньої політики було приєднання територій на сході. 12 серпня 1323 році було укладено Нотебурзьку угоду між Швецією та Новгородською республікою, якою визначено кордон між держави, що пролягав вздовж річки Сестри на Карельському перешийку. У 1337—1339 роках шведські загони намагалися захопити міста Карелу та Орєхов. Проте у 1339 році укладено нову угоду на умовах 1323 року.
У 1332 році Магнус IV викупив у Данії провінції Сконе та Блекінге за 34 тис. срібних марок, а ще раніше успадкував від своєї матері герцогині Інгеборги провінцію Галланд.
У 1348 році Магнус розпочав нову війну проти Новгорода. Усі намагання захопити землі новгородської республіки виявилися невдалими й 1351 році укладено нову мирну угоду між Швецією та Новгородом.

### Останні роки
У 50-х роках почалося відкрите повстання аристократів проти панування Магнуса Ерікссона. Водночас у 1360 році розпочалася війна з Данією. Король Данії Вальдемар IV Аттердаг розбив шведські війська та захопив Сконе, Галланд і Блекінге, а у 1361 році захопив навіть острів готланд. Водночас розпочалося повстання у Норвегії на чолі із сином Магнуса — Гоконом Магнуссоном. У 1362 році Гокона навіть обрано королем Швеції.
У 1363 році Шведська Аристократична Рада на чолі із Бо Янсеном Гріпом оголосолило Магнуса IV позбавленим влади та запросила на трон родича короля Альбрехта Мекленбурзького. Проте Магнус Ерікссон продовжував боротьбу з ворохобниками, але у 1364 році змушений був покинути країну. В цьому ж році зрікся своєї влади й Гокон Магнуссон.
Останні роки свого життя Магнус Ерікссон провів у Норвегії у свого сина Гокона, де й помер 1 грудня 1374 року у містечку Вомлофьорд.

## Родина
Дружина — Бланка (1320—1363), донька Жана, маркграфа Намюрського.
Діти:
- Ерік (1339—1359)
- Гокон (1340—1380)